# 이집트무덤박쥐
이집트무덤박쥐(Taphozous perforatus)는 대꼬리박쥐과에 속하는 박쥐의 일종이다. 중형 또는 대형 박쥐로 몸무게는 약 30g 정도이다. 식충성 동물이며, 앞이 트인 공간에서 날아 다니는 곤충을 먹이로 잡는다. 에티오피아에서 포획한 표본에 의하면, 주로 나비목에 속하는 곤충을 먹지만 흰개미목과 딱정벌레목 그리고 메뚜기목 곤충도 먹는다.

## 서식지
베넹과 보츠와나, 부르키나 파소, 콩고민주공화국, 지부티, 이집트, 에티오피아, 감비아, 가나, 기니비사우, 인도, 이란, 케냐, 말리, 모리타니, 니제르, 나이지리아, 파키스탄, 사우디아라비아, 세네갈, 소말리아, 수단, 탄자니아, 우간다 그리고 짐바브웨에서 발견된다. 자연 서식지는 건조 사바나 지역이다.